# Castelo de Mauz
O Castelo de Mauz localiza-se no município de Sueras, na província de Castellón, na comunidade autónoma da Comunidade Valenciana, na Espanha.
Ergue-se no alto do monte Suera Alta, a 582 metros acima do nível do mar.

## História
Remonta a uma fortificação muçulmana erguida no século XII. A sua história está associada à de quatro pequenas povoações muçulmanas às quais assegurava protecção e que, após a Reconquista cristã da região foram agrupadas em um único núcleo urbano, a actual Sueras.
Actualmente em ruínas, podem ser apreciados extensos troços das muralhas e a parte inferior do que deveria ter sido a torre de menagem.